# Aidan (imię)
Aidan – imię męskie pochodzenia celtyckiego, od staroirlandzkiego Áedán – zdrobniałej formy imienia Áed, oznaczającego „płomień, ogień”. Jest to imię irlandzkiego świętego z VII w.
Aidan imieniny obchodzi 31 sierpnia.